# Дерфельден, Вилим Христофорович
Вил(л)им Христофорович Дерфельден (Отто-Вильгельм фон Дерфельден; 1723, 1735 или 1737 — 1819) — генерал-аншеф, генерал от кавалерии русской императорской армии, соратник Суворова. Генерал-губернатор Уфимского и Симбирского наместничеств. Брат генерала Иоганна Дерфельдена, дядя графа П. А. Палена.

## Биография
Происходил из дворян Эстляндской губернии. Его родители — ландрат Кристоф фон Дерфельден (1681—1750) и Анна-Елизавета фон Бистром (1699—1774) — владели мызой Паункюль.
Виллим Дерфельден поступил на военную службу в 1754 году рейтаром лейб-гвардии Конного полка. В 1761 году он был произведён в корнеты, в 1762 — в поручики, в 1765 — в секунд-ротмистры, а в 1768 году — в ротмистры. Из ротмистров лейб-гвардии с 1 (12) июля 1770 переведён в армию полковником, в Тверской карабинерный полк, действовавшей против турок в армии Румянцева.
Первая война с турками, в которой принял участие Дерфельден, предоставила ему случай быть во многих боях и сражениях. Он сражался в отрядах Волконского, Вейсмана, Унгерна и Каменского. Своею выдающейся боевой деятельностью он не замедлил обратить на себя внимание и в 1775 году был произведён в бригадиры, а 28 июня (9 июля) 1777 — в генерал-майоры.
С 1783 по 1784 годы Дерфельден находился в Польше, в резервном корпусе генерал-аншефа Н. В. Репнина, при VII дивизии. В январе 1784 награждён орденом Св. Анны, а 24 ноября (5 декабря) 1784 произведён в генерал-поручики.
В 1787 году, когда началась новая война с турками, Дерфельден снова находился в «украинской» армии Румянцева. В отсутствие начальника 4-й дивизии генерал-аншефа барона фон Эльмпта Дерфельден выполнял функции её командира. 26 ноября (7 декабря) 1787 награждён орденом Св. Георгия 4-й класса.
В марте 1789 года Румянцев, узнав, что прибывший в Мачин великий визирь намерен вытеснить союзные русско-австрийские войска из Молдавии и что значительный корпус турок уже переправился на левый берег Дуная и двинулся на местечко Бырлад, приказал, Дерфельдену прогнать противника и вообще препятствовать всеми мерами сосредоточению его сил между Дунаем и Прутом. Дерфельден, невзирая на глубокий снег, двинулся форсированным маршем к местечку Фальчи, выдвинув вперёд разведывательный отряд полковника Корсакова. 1 апреля 1789 года Корсаков встретил у Бырлада шеститысячный отряд турок и, невзирая на неравенство сил, решительно атаковал противника, разбил его и прогнал.
6 (7 ?) апреля неприятель, получив значительные подкрепления под командованием Кара-Мегмета, снова перешёл в наступление. К этому времени Дерфельден присоединился к Корсакову и в новом бою при Бырладе разбил турок вторично.
К 10 апреля у Бырлада собрались все силы, находившиеся под командованием Дерфельдена и он смог перейти к решительным действиям. В результате 16 апреля он вновь разбил турок при местечке Максимены, причём взял в плен командующего турецким корпусом, Якуба-пашу, 120 человек, 1 орудие и 4 знамени.
22 апреля (3 мая) (20 апреля?), преследуя отступающие турецкие войска, Дерфельден подошёл к Галацу, где Ибрагим-паша с 20-тысячным корпусом занял весьма сильную и хорошо укреплённую позицию. Здесь ему удалось нанести противнику ещё более тяжкое поражение. Произведя рекогносцировку и убедившись, что нельзя рассчитывать на успех внезапного нападения и фронтальной атаки, Дерфельден совершил искусный фланговый марш, развернув свой отряд под прикрытием высот перпендикулярно к правому флангу неприятельской позиции. Турки обнаружили этот манёвр только тогда, когда 3 русских батальона уже пошли в атаку. Во главе них шёл сам Дерфельден; под ним была убита лошадь и, падая с неё, он сильно разбил себе лицо. Увидав на нём кровь, солдаты закричали: «Генерал убит». — «Нет, ребята, я жив, с Богом вперёд»! — отозвался Дерфельден и, быстро поднявшись на ноги, снова пошёл во главе батальона. Подведя войска к турецкой батарее, перед которой был вырыт глубокий ров, Дерфельден приказал разбирать турецкие шалаши, сложенные из досок, и бросать эти доски через ров. Он сам под жестоким огнём батареи притащил одну большую доску и, подавая её солдатам, сказал: «Вот вам, ребята, вперёд!». Батарея была взята, за ней сдался редут, и тогда главные силы Ибрагима-паши очистили позицию. Этот эпизод подробно описан в записках секунд-майора Раана.
Турецкая позиция (редуты) была взята штурмом. Турки потеряли до 2000 человек убитыми. Командовавший войсками, сераскир Ибрагим-паша взят был в плен с 1500 нижних чинов и офицеров; кроме того у турок было взято 37 знамён и 13 орудий. После этих событий войска Дерфельдена вернулись в Бырлад.
Эта двойная победа, приведшая к поспешному отступлению турок за Дунай, была вознаграждена 4 мая 1789 года орденом Св. Георгия 2-й степени:
В воздаяние усердию и отличному мужеству, произведённых им с войсками под командою его состоящими в поражении неприятеля в Молдавии при Максименах и потом при Галаце за одержание знатной победы.
21 мая того же года Дерфельден, находясь под командою Суворова, содействовал ему в победе над турками в сражении при Фокшанах. Здесь на Дерфельдена была возложена атака турецких окопов. Подведя к ним без выстрела свои 4 батальона, он открыл по ним сильный огонь и заставил турок очистить окопы и укрыться в монастыре св. Спиридония, толстые каменные стены которого давали им возможность отчаянно сопротивляться. Обрушив канонадой часть монастырской стены, войска Дерфельдена взяли монастырь приступом. Суворов высоко оценил боевые заслуги Дерфельдена, что показывает, между прочим, следующая фраза, сказанная им после сражения при Рымнике:
«Честь не мне, а Вилиму Христофоровичу. Я только ученик его: он поражением турок при Максименах и Гаваце показал, как надобно предупреждать неприятеля».
Этот отзыв, может быть немного преувеличен, но Александр Васильевич всегда лестно отзывался о своём соратнике.
В начале 1791 года, по болезни, Дерфельден принуждён был выехать из армии, а после своего излечения, в 1792 году во время Русско-Польской войны командовал корпусом в Литве. Во время этой войны следует отметить блокаду войсками Дерфельдена крепости Каменец-Подольска, которая вынуждена была сдаться. В честь заключения мира с Турцией, высочайшим указом от 2 (13) июля 1793, велено отправлять должность генерал-губернатора Уфимского и Симбирского.
Весною 1794 года, когда в Варшаве и Вильно вспыхнуло восстание, Дерфельден сделал всё возможное для спасения своих малочисленных и разбросанных войск. Ему удалось благополучно избежать угрожавшей им опасности быть разбитыми по частям. За эти усилия и последовавшие следом небольшие победы (в сражениях при местечке Дубенке 20 мая и Хелме 28 мая) он был награждён орденом св. Александра Невского.
С прибытием на театр войны графа Суворова, на Дерфельдена было возложено важное поручение: заняв Гродно, прикрывать фланг и тыл главных сил русской армии и отвлекать от них часть польских сил. Из Гродно Дерфельден двинулся сначала к Белостоку, а затем, вследствие нового предписания Суворова — к Варшаве. Во время этого марша Дерфельден, на переправе через Буг, разбил у деревни Панкова польский отряд Мокроновского, спешивший на помощь к столице.
14 октября Дерфельден присоединился к Суворову у Кобылки, через несколько дней после бывшего здесь боя и завершил эту кампанию деятельным участием в штурме Праги. Отличия, оказанные Дерфельденом в эту войну, доставили ему чин генерал-аншефа (полного генерала), в который он был произведён 1 (12) января 1795, и прусский орден Чёрного орла.
Во время подавления восстания Костюшко под командованием Дерфельден начинал свою военную карьеру один из военачальников войны 1812 года, граф Витгенштейн.
Император Павел I, благоволивший к Дерфельдену, вызвал его из армии в Петербург, назначил состоять в Конной гвардии инспектором кавалерии Санкт-Петербургской и Финляндской инспекции с переименованием в генералы от кавалерии. После смерти фельдмаршала Румянцева, эскадрону Лейб-гвардии Конного полка, носившему имя покойного, Высочайшим повелением было установлено именоваться теперь именем Дерфельдена. 5 апреля 1797 года император Павел, в день своей коронации, пожаловал Дерфельден орден св. Андрея Первозванного.
Вскоре затем (в том же 1797 году) Дерфельден был уволен в отставку, но Высочайшим приказом от 2 марта 1799 года снова принят на службу с чрезвычайным ответственным поручением — сопровождать в Итальянский поход Великого Князя Константина Павловича и заменить Суворова, если бы с последним случилось «приключилось какое несчастье». Суворову же предлагалось заменить Дерфельденом генерала Розенберга, в способности которого Павел I плохо верил. Однако Суворов не нашёл возможным это сделать сразу, хотя очень обрадовался прибытию Дерфельдена. В конце концов будучи старшим после Суворова, Дерфельден сделался ближайшим его помощником. Когда же на театр войны прибыли войска корпуса Ребиндера, Суворов подчинил их Розенбергу, а корпус последнего (более сильный) поручил Дерфельдену.
С этим корпусом Дерфельден с честью принял участие в Итальянской кампании. Предводимые им войска сыграли важную роль в решительном сражении при Нови, в момент общей атаки, окончательно сломившей сопротивление французов. В знаменитом швейцарском походе Суворов поставил под начальство Дерфельдена большую часть своих сил — 10 000 человек, образовавших корпус, в составе которого входили авангард князя Багратиона и дивизии генералов Повало-Швейковского и Ферстера. Этот корпус составил особую колонну, двинувшуюся через Сен-Готард и принявшую участие в жестоком бою за этот горный проход, а потом в бою за Чёртов мост и в долине Рейссы. Весь недолгий, но столь же тяжёлый, сколько и славный, швейцарский поход Дерфельден совершил вместе с чудо-богатырями Суворова, деля с ними и славу, и опасности, и голод, и холод, и всевозможную нужду.
На знаменитом военном совете в Муттентале Дерфельдену, пользовавшемуся всеобщим уважением за свои боевые и личные качества, пришлось говорить от лица всех своих товарищей ответную речь на слова Суворова:
18 (29) сентября в трапезной женского францисканского монастыря Св. Иосифа собрался военный совет. Речь Суворова, записанная со слов Петра Ивановича Багратиона, произвела на всех огромное впечатление:

«Мы окружены горами… окружены врагом сильным, возгордившимся победою… Со времени дела при Пруте, при Государе Императоре Петре Великом, русские войска никогда не были в таком гибелью грозящем положении… Нет, это уже не измена, а явное предательство… разумное, рассчитанное предательство нас, столько крови своей проливших за спасение Австрии. Помощи теперь ждать не от кого, одна надежда на Бога, другая — на величайшую храбрость и высочайшее самоотвержение войск, вами предводимых… Нам предстоят труды величайшие, небывалые в мире! Мы на краю пропасти! Но мы — русские! с нами Бог! Спасите, спасите честь и достояние России и её Самодержца!.. спасите сына его…»
Старший после Суворова генерал Дерфельден от имени всей армии заверил Суворова в том, что каждый выполнит свой долг: «Всё перенесём и не посрамим русского оружия, а если падём, то умрём со славою! Веди нас, куда думаешь, делай, что знаешь, мы твои, отец, мы русские!» — «Благодарю, — ответил Суворов, — Надеюсь! рад! Помилуй Бог, мы русские! Благодарю, спасибо, разобьём врага! И победа над ним, и победа над коварством будет победа!»— 
 С задушевностью и лаконичностью, всегда восторгавшей Суворова, он сказал, что все знают, какой трудный подвиг им предстоит, но и он, Суворов, знает, как преданы ему войска, и потому они всё вынесут, не посрамят русского имени, и если не одолеют врага, то лягут костьми. Суворов был растроган речью Дерфельдена, и «нравственная связь между войсками и предводителями была скреплена и удостоверена на жизнь и смерть» (А. Ф. Петрушевский). 
28 сентября армия генералиссимуса выбралась, наконец, из гор, едва не ставших для неё роковыми.
Император Павел I наградил В. Х. Дерфельдена за переход через Альпы большим крестом ордена Святого Иоанна Иерусалимского. Уже во время обратного перехода русских войск, высочайшим приказом от 29 октября 1799 года генерал от кавалерии Дерфельден после почти 50-летней службы был уволен с правом ношения мундира. В высочайшем приказе, было сказано:

«Генерал от кавалерии Дерфельден, по прошению его, что не в силах от разстроеннаго здоровья продолжать военную службу, увольняется от оной со всемилостивейшим изволением носить мундир».

В это время Дерфельдену шёл 65-й год. С тех пор он постоянно жил в своём имении, деревне Дерфельденой (она же Ястребина), Херсонской губернии, Ольвиопольского уезда, на правом берегу Буга, в 10 верстах от города Вознесенска. Это имение было даром императрицы Екатерины, которая, как гласит предание, «желая ознаменовать местность, на которой генерал Дерфельден одержал победу над турками, повелела с этою целью тот самый участок назначить ему в дар».
Дерфельден пережил всех своих начальников, товарищей по оружию и почти всех учеников, которые прославились во время наполеоновских войн. В числе последних были и князь Багратион и граф Каменский. Скончался он 20 сентября (2 октября) 1819 / 21 сентября (3 октября) 1819 в своём имении, сельце Ястребина, в возрасте 96 лет. Похоронен с воинскими почестями 23 сентября (5 октября) 1819, в присутствии ген.-лейтенанта графа Витта, ген.-майора В. Д. Рыкова и др. штаб- и обер-офицеров.

## Семья
Был женат на дочерьи Якова Штеллинга. Их дочери:
- Екатерина Васильевна Мартыновская (1783—1.02.1879), жена коллежского регистратора[6] Семёна Михайловича Мартыновского[5].
- Мария Васильевна Юзефович (1793—?), жена ген.-майора Д. М. Юзефовича[5].